# 中間管理録トネガワ
『中間管理録トネガワ』（ちゅうかんかんりろくトネガワ）は、原作：萩原天晴・漫画：橋本智広、三好智樹・協力：福本伸行による日本の漫画。福本伸行の作品『賭博黙示録カイジ』の登場人物の1人・利根川幸雄を主人公としたスピンオフ作品。『月刊ヤングマガジン』（講談社）にて2015年7号から2018年2号まで連載され、『コミックDAYS』にて2018年3月5日から2020年6月8日まで連載されていた。

## 概要
福本伸行の作品『賭博黙示録カイジ』の登場人物の1人・利根川幸雄を主人公としたスピンオフ作品。大勢の黒服たちを束ねる帝愛グループ幹部でありながら、暴君・兵藤会長の機嫌を最も身近で気にしなくてはならない、いわば中間管理職である利根川の苦悩と葛藤がコミカルに描かれている。
作画を担当している橋本智広と三好智樹は本編の『カイジ』シリーズで共にアシスタント経験があり、本作は本編に似せた絵柄で描かれている。
『月刊ヤングマガジン』（講談社）にて、2015年7号（2015年6月20日発売）から連載開始。同誌の2018年2号において連載誌を移籍することが発表されるが、この発表は「主人公の利根川がパルテノン神殿を訪れる」という内容であり、「移籍」を「遺跡」とかけた旨の1P漫画の体であった。2月19日、移籍先はコミックDAYSと発表され、3月5日から毎月第一月曜日更新で連載が開始された。第53話まではアプリ版・WEB版共に同日連載であった。第54話以降はWEB版がアプリ版から1か月遅れ（実質1話遅れ）での更新となった。
宝島社の「このマンガがすごい!2017年」・オトコ編1位受賞。
2018年2月にテレビアニメ化が発表され、同年7月から12月まで放送された。
2020年6月8日の第76話をもって完結した。最終話では利根川が帝愛を辞めて数年後の出来事が描かれており、最後のコマにはどこかの浜辺で太陽を見つめる利根川の姿で締められている。
2020年8月時点で電子版を含めた累計発行部数は300万部を突破している。

### 『カイジ』本編および他スピンオフ作品との関係
時代設定は第59話およびアニメ版にて「利根川がカイジと出会う前」と明確にされており、『カイジ』本編ではカイジと利根川がエスポワールにて出会ったのが1996年3月4日とされているため、すなわち基本的にそれ以前の時代の話であるはずだが、現実世界において明らかにそれ以降の時代に出現・流行したものが、作中に登場する。ただし時代的要素を全く無視した設定というわけではなく、連載初期は基本的に『カイジ』本編の時代観に合う設定が随所にみられる。それから連載が進むにつれて本来の時代観の要素は薄れていき、第38話でスマートフォンやツイッター等が登場する展開となったことで事実上それ以降は（連載当時でいう）現代的な時代観となった。本作と『カイジ』との物語的な関係については、前述の時代観的な矛盾に加え、世界観の違い（『カイジ』はシリアス、『トネガワ』はコミカル）もあり、パラレルワールドとも解釈されうるが、『カイジ』に繋がっていく話としての配慮もある。
『賭博堕天録カイジ』の「24億脱出編」では、本作からチーム利根川として、山崎、佐衛門、川崎、荻野、堂下の5名がゲスト登場した。
同じ『カイジ』シリーズのスピンオフ作品として『1日外出録ハンチョウ』もあり、『トネガワ』単行本2巻に特別読み切りが掲載され、こちらも萩原天晴が原作を務めている。『ハンチョウ』はその後連載化されることになる。本作との関係についてはクロスオーバー作品『トネガワvs.ハンチョウ』があったり、同一時間軸で両作品の物語進行が起こっているかのような話も出てくるが、繋がりは定かではない。

## あらすじ
消費者金融を主体とする日本最大級のコンツェルン、帝愛グループの兵藤会長の退屈を紛らわす余興を企画するため、最高幹部の利根川は部下の11人の黒服を集め「チーム利根川」を結成。会長の横やり、部下からの信用失墜の危機、病気、部下の失態、計算外のアクシデントに悩みながらも、プロジェクト遂行へ向け奮闘してゆく。

## 登場人物

### チーム利根川
利根川と部下である黒服たち。黒服たちは全員が実直な性格であり、ボウリングが趣味という共通点を持っている。名字に山田がつくメンバーが6人もいるため、区別しづらい。
利根川 幸雄（とねがわ ゆきお）
声 - 森川智之
本作の主人公。帝愛グループの最高幹部の1人。
作中屈指の有能な人材。勤勉家で人心掌握術に長け、部下からの信頼も厚い。しかし、兵藤の心情を読み取ることは苦手であり、たびたび逆鱗に触れて叱責を受ける。ほぼ年中無休で仕えているものの、あまり報われていない。
作中では事あるごとに喫煙する一方で、毎日紙パックの野菜ジュースを飲んだり、健康診断でC判定になるや否や食事や運動などを改善するなど、健康に気を使っている一面がある。
高校時代は馴れ合いをあまり好まないストイックな性格であったが、その風貌からクラスメイトに頼られるなど中心的な存在であり、帝愛に入社してからも周囲とも馴染まずに居た模様であり、帝愛内において友人と呼べる者はいない。ちなみにピアノを嗜んでおり、その腕前は玄人並み。
過去には南波照間帝愛支社にいたこともあり、現地でウミヘビに噛まれた傷跡が胸に残っている。

#### 初期メンバー
山崎 健二（やまざき けんじ）
声 - 羽多野渉
初期メンバーの1人。30歳。会長直属の部下として働いた経験があり、メンバー内のリーダー的存在。
当初は利根川の横柄な仕事ぶりに不満を抱いていたが、利根川の努力と実直な人柄に触れて認識を改め、後には利根川の腹心とも言うべき忠実な部下となる。物語終盤には利根川によって幹部候補に推薦されるまでになる。
兵藤の影武者として取り立てられたまさやんの教育係・世話係を担当し、まさやんを見事なまでの影武者に鍛え上げた。
最終話では、黒服を卒業し役員クラスへと昇進している。
最終巻「黒服キャラクター完全版大図鑑」によると『ハンチョウ』に登場する黒服・宮本一と同期で同じ大学出身。
佐衛門三郎 二朗（さえもんさぶろう じろう）
声 - 島﨑信長
初期メンバーの1人。23歳。初期メンバーの中では最年少。
初期メンバーで唯一非常に珍しい名字を持ち、周囲からは「佐衛門（さえもん）」という渾名で呼ばれることが多い。
「限定ジャンケン」のアイディアを考案するなど、貢献度や柔軟性が非常に高く、チーム内でも際立って有能。一方、今時の若者らしい自由奔放でマイペースな面を持つ。
利根川が出張不在時に、チーム利根川でファッションブームを巻き起こし、そのリーダー的存在となる。しかし、出張から戻った利根川に「洒脱でない」と一蹴されてしまう。
麻雀の実力もチーム随一であり、利根川による「黒服麻雀大会」では優勝するほど。
最終話では、帝愛を退職してイベント会社を起業。西口と結婚して婿入りし、「西口」姓となった。　
最終巻「黒服キャラクター完全版大図鑑」によると「実はアニメとか結構好き」
川崎 敏政（かわさき としまさ）
声 - 西山宏太朗
初期メンバーの1人。30歳。大手銀行の元社員。
チーム内でインフルエンザが蔓延したことがあったが、そのきっかけは彼が最初に発症したことであった。
チーム利根川の黒服の中で唯一まともな個人エピソードがない。そのため、利根川が記憶喪失になった際、他の黒服に関しては個人エピソードから次々正しい名前を思い出せたが、川崎の名前だけ思い出せなかった。
最終話では帝愛を退職し、大手銀行に再就職した。
最終巻「黒服キャラクター完全版大図鑑」によると「両親に金沢旅行をプレゼントした」らしい。
荻野 圭一（おぎの けいいち）
声 - 石田彰
初期メンバーの1人。35歳。
第25話で結婚し、披露宴の様子が描かれる。そこでは、出生地がアフリカ南部にあるザンビア、過去にお笑い芸人を目指していたという異色の経歴が発覚する。
最終話でも黒服の一人として働きながらも、元・相方とお笑いコンビを再結成。M-1の2回戦で敗退するのだが、諦めずネタ作りを行っている。
最終巻「黒服キャラクター完全版大図鑑」によると「妻に内緒でFXをしている」らしい。
中田 英寿（なかた ひでとし）
声 - 濱野大輝
初期メンバーの1人。32歳。チームで一番のボウリング好き。己の欲望に忠実で、しかも間が抜けている。
西口に気があり、度々食事に誘うなどしている。やや天然気味で空気の読めない発言が多く、唯一佐衛門三郎と西口の恋愛問題を全く知らない。
帝愛公式ツイッターを担当していたが、アンチ帝愛のアカウントにフォロワー数で負けていたこともあり利根川が自ら引き継ぐ形で担当を外された。
利根川の京都出張に付き添うことになるが、寝坊で小一時間利根川を待たせたうえ、その後の一挙手一投足をことごとく利根川に悪いように解釈されてしまう。
絵の才能があり、ピクシブに定期的に投稿している。
『ハンチョウ』の第160話では本人は登場しないのだが、黒服・宮本一の同僚であり、同話に登場する漫画家・柏原ジョージとは親戚関係にあたる。
最終話では、帝愛を退職してプロの漫画家に転身。4コマ漫画を連載しているが、担当編集者の小宮には手こずっているという。
最終巻「黒服キャラクター完全版大図鑑」によると「家に美少女抱き枕がある」らしい。
権田 平八（ごんだ へいはち）
声 - 小山力也
初期メンバーの1人。49歳。チーム内の最年長者。帝愛の備品の場所および全社員の厄年を熟知している。
出世の道はすでに断たれており、本人も気にしている。利根川のことは「利根川さん」と呼んでいる。
責任から逃げ続けてきた人生を送って来たが、利根川がインフルエンザに罹った際に代役を直々に命じられる。堂下によって励まされ、責任感を持つようになった。
「限定ジャンケン」で使用する、現金入れホルスターの監修をした。
最終話では、相変わらず黒服として働いているが、趣味の写真撮影に没頭しているとのこと。さらに大きな賞を取っており、「出世せずとも自分を好きになれる道を見つけた」と山崎に打ち明けていた。
最終巻「黒服キャラクター完全版大図鑑」によると「最近彼女ができた」らしい。
堂下 浩次（どうした こうじ）
声 - 江口拓也
初期メンバーの1人。32歳。T京大学ラグビー部の元主将であり、帝愛の元宣伝部。
体育会系の熱血漢ゆえ、利根川の代役を務めた権田を励ますなど良識がある。その一方、長田からは「体育会系のノリが絡みづらい」と酔った勢いで言われたり、健康診断に引っかかった利根川に対し、徹底的な食事管理をしたりと極端な行動を取り、利根川からは健康診断の診断結果になぞらえて「要注意」と評された。ただこの熱い性格が、後に記憶喪失になった利根川の記憶をエピソード経由で呼び戻すきっかけとなった（利根川が一番に思い出したのが堂下である）。
「たかし」という小柄な弟がおり、利根川チームでアルバイトとして働いている。
最終話では宣伝部に復帰し、山崎同様に黒服を卒業。ラグビー部を作って大会で優勝した。
最終巻「黒服キャラクター完全版大図鑑」によると「中学の時、一瞬ファンクラブができた」らしい。
アニメ版では更に「イナゴの佃煮やカエルの腸詰めなども完食するほどの悪食」という設定が追加された。
海老谷 卓（えびたに すぐる）
声 - 八代拓
初期メンバーの1人。25歳。後に最初の離脱者となる。
作中を代表するトラブルメーカー。仕事に対する熱意・行動力は並外れているが、その方向性がことごとく間違っている（利根川曰く「ズレた大砲」）。
年下で同期の佐衛門三郎の活躍に焦り、仕事に情熱を注ぐも結果が出せずにいる。「限定ジャンケン」のカードのデザインを兵藤の手形にしようと兵藤に直談判するが、怒りを買い解雇される。
その後、謝罪と称して利根川の前にたびたび現れるも、その度に利根川をマルチ商法に勧誘したり、「エビロール」で一発当てようとし利根川を引き抜こうとするなど、解雇後もトラブルメーカーぶりを発揮していた。
後に解雇された怨恨からツイッターに「帝愛潰すアカウント」を名乗り帝愛の悪口を投稿して帝愛の評判を下げようと目論むが、佐衛門三郎の機転によって正体を突き止められ、制裁として地下牢（実は出入り自由）に幽閉される。解放には帝愛公式ツイッターの担当となり、アカウントのフォロワーを10万人に増やすことを条件とされる。ツイッター上をしばしば炎上させトラブルメーカーぶりを見せつけることもあったが、それが結果的にフォロワーを増やす方向に作用し、遂にフォロワー10万人を達成し解放された。
第49話にて、出奔した津久井の代わりとしてチーム利根川に雑用係として復帰。並外れた熱意とズレた方向性は相変わらずだが、利根川に粛正された。
蟹江がメンバーに加わるとその蟹江に先輩風を吹かすようになる。蟹江から「Eカード」の企画を出すにあたっての相談を受けた際には、企画内容にさんざダメ出しをし、そして（あくまで企画がボツになる前提で）励ましの言葉をかける。その励ましで前向きになれた蟹江は企画コンペで「Eカード」を採用に導き、また兵藤も大満足したこともあって、結果的に己のズレっぷりを示すことになった。
最終話では帝愛を退職し、別人になったように腰が低く謙虚な性格に変わった。前述の「エビロール」を改良し、練馬に小規模な店舗を出店、事業を興し堅実に商売を成功させている事が語られている。
最終巻「黒服キャラクター完全版大図鑑」によると「チーム1利根川に恩を感じている」らしい。

#### 追加メンバー
東さん（トンさん）
声 - 大河元気
本名不明。利根川が自ら考案した「人間麻雀」のプレゼン時、急遽召集されたアシスタント役の黒服。
そのプレゼンの際にの牌として登場し、利根川に「」と呼ばれていたこともあって、それ以降「さん」という渾名で呼ばれるようになった。正式なメンバーでないが、雑用係として常駐する。
後に津久井の出奔に伴い、欠員を埋める形で正式メンバーに昇格（なお、後任の雑用係は出戻りの海老谷）。
西口 冴子（にしぐち さえこ）
声 - 前田玲奈
追加メンバーの1人。22歳。異動となった萩尾、菊地、長田の後任として、チームに加わった新入社員。男性黒服が多い帝愛では珍しく女性黒服であり、利根川チーム紅一点。博多出身。兄がいる。男性陣と違い、サングラス越しや横からのアングルでも目が影に隠れている。追加メンバーの中では唯一初期メンバー（異動組を除く）と物語上同格の扱いとなる。
プライベートでは、自撮り写真をSNSにアップしたり、他のメンバーに手作りのケーキを渡すなど、女の子らしい一面を持っている。また、利根川から女性視点の意見を求められることもある。
利根川が兵藤から不可解に制裁を受けた話を聞いた際、兵藤が持つ「女子っぽさ」を見抜き、「女性への接し方」を「兵藤への接し方」として利根川にアドバイスしたところ、見事にうまくいった。
佐衛門三郎との社内恋愛をスタートさせるも間もなく破局。しかし時が経ち関係が修復されたらしく、最終話では佐衛門三郎と結婚、1人の娘を設けている。佐衛門三郎が婿入りする形となったが、その理由は西口が嫁入りする形だと戸籍が「さえ」被り（さえもんさぶろう さえこ）になるのが、西口にとって嫌だったからだという。
最終巻「黒服キャラクター完全版大図鑑」によると「持たない暮らしに憧れている」らしい。
津久井（つくい）
追加メンバーの1人。32歳。派遣社員。サングラスではわかりづらいが、細目。
社会人の基本である報・連・相が苦手である。第2回「人間競馬」の「電流鉄骨渡り」に使う先に行くほど細くなっている特殊な形状の鉄骨の発注を利根川に指示されていたが、それを開催5日前まで忘れており、そのことを利根川に正直に報告できなかったために問題を1人で抱え込むことになる。津久井1人の力では5日間ではどうにもならず、仕方なく通常の鉄骨に物干し竿を組み合わせた「先に行くほど細くなる鉄骨」を採用した結果、振り切れない幻を見たと勘違いした参加者を皮切りに参加者全員がギブアップし生還されてしまった。
その後、コンビニに外出したまま、出奔してしまった。
宮崎 純一（みやざき じゅんいち）、大崎 正也（おおさき まさや）
第54話以降の追加メンバー。
2人は見た目が似ているうえ、宮崎は長崎出身、大崎は高崎出身と、「崎」被りで何かとややこしいが、利根川は2人のサングラスのブランドの違いに瞬時に気付き、2人を覚えるに至っている。
東御建田 順三郎（ひがしみたてだ じゅんざぶろう）、文殊四郎 三郎（もんじゅしろう さぶろう）、熊埜御堂 京介（くまのみどう きょうすけ）
第54話以降の追加メンバー。佐衛門三郎と同じく、利根川を悩ませる苗字を持っている。
第54話加入のメンバーの多くは通常のゴルフが趣味だが、熊埜御堂だけパターゴルフが趣味であるため利根川を一瞬わずかに動揺させた。
山田 正太（やまだ しょうた）、山田 太一（やまだ たいち）、山田 正一（やまだ しょういち）、山田（やまだ）、山田（やまだ）、細山田（ほそやまだ）
第54話以降の追加メンバー。4人目、5人目の山田および細山田の下の名前は不明。
自己紹介の際に山田姓が3人続けて出てきたため、利根川から「山田」のつく者全員が出され、彼らで各「山田」の見分け方（特徴や個性）を話し合った上で説明することを要求される。しかし、正太は「唯一盲腸にかかったことがある」、太一は「耳の後ろに小さなホクロがある」など、趣旨を理解していないような説明をした。
蟹江 優作（かにえ ゆうさく）
第62話に登場。新卒。
ついこの間まで学生だったこともあり、社会人としてはぎこちなさを感じさせる。
海老谷からは「カニ」と呼ばれ可愛がられる。また、自分とは正反対の性格の海老谷を頼れる先輩として慕い、最終的に「エビさん」と呼ぶようになる。
「Eカード」を考案。企画コンペにて利根川およびメンバーから絶賛を受け採用される。

#### 異動メンバー
萩尾 純一（はぎお じゅんいち）、菊地 亮（きくち りょう）、長田 雄一郎（ながた ゆういちろう）
声 - 河西健吾（萩尾）、青柳尊哉（菊地）、沢城千春（長田）
初期メンバーの3人。帝愛本社で成果を残せなかったことを理由に南波照間帝愛支社に異動になった。萩尾・菊地は35歳。長田は37歳。
チーム利根川時代には3人で月2、3回勉強会を開き「自分たちこそがチーム利根川の中核」と断言していた。
第75話ではチーム利根川の新メンバーとして帝愛本社に復帰したものの、最終話では3人揃ってサロベツ原野帝愛支社に異動になった。
萩尾には双子の弟・幸一（こういち / 声 - 河西健吾）がおり、就活で帝愛の面接を受けている。苗字も顔も兄と同じであるため紛らわしいとして、面接官の山崎によって不合格となった。
最終巻「黒服キャラクター完全版大図鑑」によると萩尾は「ジブリ作品を見た事が無い」、菊地は「めちゃくちゃに喧嘩が強い」、長田は「漢検一級」というオマケ設定が後付けされている。
八乙女 中（やおとめ あたる）
声 - 寺島拓篤
追加メンバーの1人。27歳。中途入社。
元営業マン。チーム利根川に配属されたが、わざとらしすぎる褒め言葉が兵藤に気に入られ、すぐにチーム利根川から引き抜かれ兵藤の側近となり、更に黒服を卒業した上に入社数か月で「会長秘書」になるほどの異例の出世を遂げた。

#### その他
本田 正安（ほんだ まさやす）
声 - 大塚明夫
元飲食店の従業員。通称：まさやん。
兵藤会長の「悪魔的そっくりさん」であり、兵藤の命により影武者としてスカウトされた。
本物の兵藤とは正反対で困った人を放っておけない善人であったが、山崎による猛特訓で性格も兵藤を再現するようになった。しかし、影武者としての完成形となったころには兵藤の中で「影武者ブーム」が過ぎ去っており、突如“不要”になってしまったまさやんは山崎が責任者となり引き続き帝愛社内で面倒を見ることとなった。
それからは山崎から飼い犬をしつけるかのように世話されたことで無邪気な性格が現れるようになる。しかし山崎が不在の際にチーム利根川に甘やかされた結果、山崎以外を自分より下に順位付けするようになってしまい、皆の私物を盗んだり壊したりするなど誰にも手が付けられなくなるほど暴走した。ただ、偶然出くわした黒崎にあっさり粛正されたことで、それ以降は暴走は止み、さらに黒崎に対してトラウマ交じりの恐怖心を覚えている。
つり輪運動やブレイクダンスの動きを見せるなど、身体能力の高さもうかがわせている。
麻雀で黒崎に勝てない利根川に、黒崎を倒しうる理外の麻雀の才覚を見出される。麻雀漬けの日々を過ごした結果、チーム利根川最強の佐衛門三郎すら相手にならないほどの強さを見せる。また遠藤の助力によりイカサマを体得、さらには黒崎に対するトラウマも克服するに至る。しかし黒崎に2度挑むものの、結局敵わなかった。
第71話で兵藤本人と対面し、直々に「王」としての考え方や立ち振る舞いを学び、影武者として兵藤が納得するまでの状態に仕上がる。兵藤がハワイへ行っている間の1週間影武者として生活する事になるが、贅を極めた生活に味をしめ、兵藤帰国後も兵藤に成り代わろうとする。
本物に成り代わろうとした狼藉から鑑別部屋に入れられ、それでもなお自分こそが本物であるかのように振る舞い続けるが、山崎の合図により突然本来の「本田正安」に戻り、帝愛を去っていった。
T-AIくん（テイーアイくん）
自己学習型人工知能黒服。帝愛AI部の高峰が開発・制作した。第58話以降、黒服の1人として各部署に配置されている。
構造は上半身が黒服を模した形で、下半身は車輪が3つ（前輪2つ、後輪1つ）ついており、その車輪で自走する。高さは黒服らの座高とほぼ同じ。借金の取り立ても行えるようになっているため、体の中央部には「CASH ONLY」と書かれた借金返済口が存在する。
“黒服”として開発されたものであるため、基本的に黒服の業務を担う。登場当初は誤作動を起こすこともたびたびあったが、学習AIや自己アップデート機能により急速に高性能化・多機能化していき、マンガを描く、俳句を詠む、「人」重視の忖度をするといった才能をも身につけた。
占いの機能も搭載され、驚異の的中率と心に響くアドバイスにより、チーム利根川の黒服はT-AIくんの占いを妄信するようになってしまう。見かねた利根川は占いを論破する目的で自身をT-AIくんに占わせるが、T-AIくんには『カイジ』のとあるストーリー（すなわち利根川のこの先の行く末）を想起させる恐ろしいものが見えてしまう。

### 帝愛グループ幹部
兵藤 和尊（ひょうどう かずたか）
声 - 津嘉山正種
帝愛グループの総帥である老人。部下からは「会長」と呼ばれている。
一般大衆的な娯楽（TV・映画・音楽等）を似非・つまらないと否定し、人間の破滅際・死に際に見せる本性こそが真の娯楽・愉悦であると考えている。自身のその欲求を満たすため「死のゲーム」を企画するよう利根川に指示しており、利根川らがそれに応えるべく奮闘・苦悩することが本作のメインテーマとなっている。
気まぐれ・独善・無理難題で利根川らを大いに振り回す。些細なことで機嫌を悪くし、それにより利根川が制裁を受ける羽目になることが多い。まれに上機嫌なこともあり理外の大盤振る舞い（利根川に高級車を送る、兵藤自ら第3会議室の加湿器のタンクの水の補充およびフィルターの洗浄をする等）がされるが、やはり些細なことですべてが無に帰する（利根川の高級車は粉砕される）。
22時になると即座に就寝したり、空気が乾燥する時期にはスキンケアが必要になるなど、本編以上に老人であることが強調されている。ナレーション曰く「おじいちゃん」。
「死のゲーム」の企画は基本的にチーム利根川に任せているが、「人間競馬」は、兵藤自ら企画している。
原作者の福本が書き下ろした短編で息子の和也の交友関係を気にかけているような描写がある。
黒崎 義裕（くろさき よしひろ）
声 - 宮内敦士
帝愛グループの最高幹部の1人であり、帝愛No.2の座を争う利根川のライバル。
利根川とは対照的に、兵藤の機嫌の取り方に長けており、鋭く的を射た発言が多い。利根川曰く「言いにくいことをいつも躊躇なく指摘でき、そして常に好反応に繋がる」。
基本的に穏やかであり時に兵藤がたじろぐ程に飄々としているが、暴走しているまさやんに強烈な平手打ちを浴びせ、ドス黒い表情で一瞬で大人しくさせているほど冷酷な一面を持つ。それ以降はまさやんにとってトラウマとなっている。
麻雀の実力は初心者であるが、初心者ゆえの適当な戦略が逆に強者である利根川の理外を突くことに作用し、定例麻雀対決では利根川に勝ち越している。利根川が理外の刺客として送り込んだまさやんも、植え付けたトラウマやイカサマ不可の全自動麻雀卓導入によって返り討ちにしている。
作中に限っては、終始利根川が何をどうやっても理外に敵わない“天敵”として描かれている。

### 帝愛グループ関係者
遠藤 勇次（えんどう ゆうじ）
声 - 津田健次郎
帝愛グループ傘下「遠藤金融」の社長兼ヤクザ。
利根川の配下であるため、脇役としてたびたび登場する。また、彼の心中を察した行動を取ることもある。
基本的には利根川から信頼を得ているが、新人黒服を必要以上に洗脳したりまさやんを無断で山に捨ててきたりと、厚意とはいえ勝手な行動も多いため、利根川から「変なタイミングでいっつも現れる」「事を任せても結果が凶寄りになる」として警戒され始めている。
一条 聖也（いちじょう せいや）
声 - 浪川大輔
帝愛グループ傘下裏カジノ「TEIAI CLUB」の若き店長。
パチンコ「沼」が飲み込んだ15億円の回収のため、カジノを訪れた利根川を接待する。しかし、接待があまりに下手で「沼」に露骨なまでの細工を施し、利根川に呆れられてしまった。
村上（むらかみ）
声 - 虎島貴明
一条の部下であり、一条が経営する裏カジノ主任。
一条の命令で「沼」の設定にあからさまな細工を施した。
木根崎（きねざき）
声 - 山端零
帝愛グループ関西支社の代表者。常に高圧的かつ自分本位で暴言を吐き、部下を怒鳴り散らしている人物（利根川曰く「ヤクザみたいな男」）。
自身の部下と利根川との間にできつつあった良い雰囲気を、ことごとくぶち壊した。
渡辺くん（わたなべくん）
声 - 萩原聖人
債務者の一人。負債額は500万円超。債務者以前に社会人として問題のある性格の持ち主で、いい歳をした大人でありながら自分勝手。初登場時はエスポワール編のカイジに似た服装をしており、襟足の長さなどカイジと似通ったところもあるが、顎や鼻や目つきは鋭い印象のあるカイジとは対照的に丸みを帯びている。
遠藤による新人黒服を対象とした多重債務者講座に「クズの見本」として呼び出されており、そこでは、親戚のコネで就職した会社の金をパチンコに使い、それが会社にばれると「帰ってしまうのは悪いが、会社にも戻りたくない」という気持ちの中終電まで山手線に乗り続けたり、母親が借金の返済をさせるために親戚から借り集めた金を返済に充てずに嫌な事があったからという理由で気分転換・自分への褒美と称して趣味の競馬に使うという、常人には理解不能な行動が明かされた。
「クズトレイン」では車内が混み合う中優先席で寝転ぶという愚行を犯している。
アニメ版ではカイジと同じく萩原聖人が声を担当している。また借金は380万円超とされているがこれはエスポワール乗船時のカイジとほぼ同じである。
相田 さとし（あいだ さとし）
債務者の一人。負債額は1500万円。
お笑い芸人志望で、「悪魔的事業融資相談会」において兵藤会長と利根川の前で自分を売り込むために持ちギャグを披露する。兵藤からは「一番嘲笑い甲斐がない、正真正銘のバカ」と怒りを買うが、利根川はツボにハマってしまったために、兵藤の手前必死に笑いをこらえる羽目になる。最終的に地下送りにされてもギャグを披露し、石和（だけ）を笑わせた。
本作と同じカイジスピンオフ作品『1日外出録ハンチョウ』の第61話にも登場し、彼のその後が描かれている。
木村（きむら）、山口（やまぐち）、川上（かわかみ）、中根 健一（なかね けんいち）
「限定ジャンケン」のリハーサルの際に遠藤が呼び出した債務者たち。木村は投資した企業がことごとく倒産したことから「投資バカ木村」、山口は収入0にもかかわらず車の改造に大金をかけていたことから「カスタム山口」、川上はバブル景気の羽振りが忘れられないことから「バブル川上」、中根は「CHC」のロゴが入った野球帽を大量生産していたことから「CHC中根」と呼ばれている。
その後「クズトレイン」にも登場。マナーの悪い乗車をして遠藤に一喝された。
中根は本作と同じカイジスピンオフ作品『1日外出録ハンチョウ』にて、「労働者所属希望会議」の新規債務者リストに載せられている。　
宮本 一（みやもと はじめ）
声 - 増田俊樹
本作と同じカイジスピンオフ作品『1日外出録ハンチョウ』に登場する帝愛地下強制労働施設の監視役黒服。第74話に登場。
T-AIくんに手相を占ってもらったが、「ちょっと仕事中に遊びすぎ」と的中された。

### 地下労働施設
帝愛の地下施設で労働を強いられる囚人達。
大槻達3人のキャラクター設定はいずれも『1日外出録ハンチョウ』準拠となっている。
大槻 太郎（おおつき たろう）
声 - チョー
地下施設E班の班長で本作と同じカイジスピンオフ作品『1日外出録ハンチョウ』の主人公。
第50話で相田のギャグを見たが、唖然としていた。
本作の第5巻収録の「トネガワvsハンチョウ」では1日外出券を使い、カツ丼専門店「かつ澤」で利根川と遭遇する。
沼川 拓也（ぬまかわ たくや）
声 - 佐藤拓也
大槻の側近。
第50話で大槻とともに相田のギャグを見たが、唖然としていた。
石和 薫（いさわ かおる）
声 - 松岡禎丞
大槻の側近。
第50話で相田のギャグを見て、唯一大ウケしていた。

### 帝愛外の人々
田原 歳彦（たはら としひこ）
声 - 速水奨
第16話に登場した就活者。
前の2人（アニメ版では3人）とは比較にならないほどの経歴を持ち、筆記試験も全教科満点。志望理由と完璧な面接をこなし、しかも、下あごが出っ張っているほどの圧倒的特徴を持っている。
しかし、利根川によって不採用となり、その理由が「兵藤会長より目立ちかねん」とのこと。
本作と同じカイジスピンオフ作品「1日外出録ハンチョウ」の第114話に登場し、「労働者所属希望会議」の債務者リストに載せられている。
大槻によって帝愛の特性を逆利用し、希望者として記入される。
その後、井田 たかし（いだ たかし）と東野 拓也（ひがしの たくや）と共に黒崎によって地下落ちされた。
荻野の元相方
第25話で登場。
かつて荻野と「ボルトアンペア」というお笑いコンビを組んでいた。荻野の結婚式で利根川たちと同じテーブルに相席し居心地が悪そうにしていた。
最終話では再び荻野とコンビを組んだことが語られる。
上野（うえの）、信濃川（しなのがわ）、中別府（なかべっぷ）、香川 真穂（かがわ まほ）、岡村（おかむら）、矢部（やべ）
声 - 楠大典（上野）、玄田哲章（信濃川）、郷田ほづみ（中別府）、斎藤恵理（香川真穂）、上田ゆう子（岡村）
第40話で登場した、利根川の高校時代の同級生たち。
上野は利根川を「ユッキー」と呼んでいる。
信濃川は利根川と「二大河川」と呼ばれた。
矢部は高校時代はテニス部のエースとして人気だったが、今はハゲている。
高校時代、上野、信濃川、中別府は香川に片想いしており、香川は利根川に片想いをしていた。
小宮（こみや）
「談冬社」のビジネス文庫編集部の編集者。担当作家をことごとく振り回す質の悪さがある。
利根川のこれまでのコラムやコメントを「劇薬」と評し、利根川に書籍の出版を持ちかける。しかし、会うたびに意見を変えてきたり、「思っていたのと違う」という抽象的な理由で全体的な直しを要求したりと、利根川を振り回す。振り回された利根川は「作家的生みの苦しみ」と解釈するなど半ば酔っており、直しを重ねるにつれて結局小宮側のペースに染まることとなる。
コミック編集部に異動することに伴い、利根川の担当から外れる。ただ、後任の担当者および編集部は第1稿での出版を選択し、その結果即重版のヒットとなり、小宮が振り回した利根川の直しの数か月間は結果的に無駄になっている。
最終話では漫画家転身をした中田の担当となり、やはり中田を振り回していると思しき様子が描かれる。

### アニメのみの登場人物
伊藤 開司（いとう かいじ）　
声 - 萩原聖人
「逆境無頼カイジ」の主人公。アニメでのみ「逆境無頼」の映像が引用される形で度々登場し、第13話「出航」ではエスポワールに乗り込む直前のカイジが描かれている。
なお、本作には一切登場せず、第59話「過払」での「利根川がカイジと出会う前の話」という言及のみにとどまっている。

## 書誌情報
- 原作：萩原天晴・漫画：橋本智広、三好智樹『中間管理録トネガワ』 講談社〈ヤンマガKCスペシャル〉、全10巻
  1. 2015年12月4日発売[14]、ISBN 978-4-06-382721-7
  2. 2016年4月6日発売[15]、ISBN 978-4-06-382774-3
  3. 2016年8月5日発売[16]、ISBN 978-4-06-382833-7
    - 『帝愛特製ふせん』付き限定版[17]、 ISBN 978-4-06-362337-6

  4. 2016年12月6日発売[18]、ISBN 978-4-06-382884-9
  5. 2017年6月6日発売[19]、ISBN 978-4-06-382972-3
  6. 2017年11月6日発売[20]、ISBN 978-4-06-510526-9
  7. 2018年7月11日発売[21]、ISBN 978-4-06-512033-0
  8. 2019年2月13日発売[22]、ISBN 978-4-06-514559-3
  9. 2019年11月13日発売[23]、ISBN 978-4-06-517724-2
  10. 2020年8月11日発売[24]、ISBN 978-4-06-520454-2

1巻および4巻の巻末には原作者の福本による本作に準じた描き下ろし漫画が掲載されている。

## クロスオーバー
本作の第5巻と『1日外出録ハンチョウ』第1巻同時発売記念として「ヤングマガジンサード」2017年No.6にて「トネガワvs.ハンチョウ」が掲載される。内容は利根川が第17話に訪れたカツ丼専門店「かつ澤」で一日外出中の大槻と遭遇するというもの。単行本には本作の第5巻に収録される。

## テレビアニメ
2018年7月より12月まで、日本テレビの深夜アニメ枠『AnichU』ほかにて2クールで放送された。ナレーションは川平慈英が担当。原典『逆境無頼カイジ』から利根川をはじめとするキャラクターの一部は声優が変更されている。また、第1話の冒頭では『逆境無頼』の映像も挿入され、同作の主人公・伊藤開司（声 - 萩原聖人）も登場している。
10月9日放送の第14話からは『1日外出録ハンチョウ』がテレビアニメ化され、以降一部話数にハンチョウのエピソードが挿入される。

### スタッフ
- 原作 - 『中間管理録トネガワ』（福本伸行、萩原天晴、三好智樹、橋本智広）、『1日外出録ハンチョウ』（福本伸行、萩原天晴、上原求、新井和也）[27]
- 企画 - 下村忠文、船越雅史、瀬井哲也、髙橋正弘
- 監督 - 川口敬一郎[27]
- シリーズ構成 - 広田光毅[27]
- キャラクターデザイン - 髙田晴仁[27]
- プロップデザイン - 高秀国男
- 美術設定 - 杉山晋史
- 色彩設計 - 大野春恵[27]
- 撮影監督 - 畑中宏信
- 編集 - 塚常真理子[27]
- 音響監督 - 小泉紀介[27]
- 音響制作 - HALF H・P STUDIO[27]
- 音楽 - 山田高弘[27]
- 音楽プロデューサー - 千石一成、髙谷楓、踊賢二郎
- プロデューサー - 中谷敏夫[28]（統括）、桐本篤、佐藤俊之、田中亮祐、田口亜有理
- アニメーションプロデューサー - 岡恒成
- アニメーション制作 - マッドハウス[5]
- 製作著作 - 日本テレビ、バップ、日本テレビ音楽、マッドハウス

### ざわボイス
アニメ本編中に挿入される「ざわ……」という効果音。名前に「ざわ」「さわ」が入っている声優が毎話ごと起用されており、名前の該当箇所が「ざわ…」という風に変換されて表記される。008、009は『1日外出録ハンチョウ』で使用され、タイトルにかけて「ハン」「チョー」となっている。エンドクレジットではそれぞれにNo.が付与されている。
- 野ざわ…雅子（001）
- さわ…城みゆき（002）
- 芹ざわ…優（003）
- 小ざわ…亜李（004）
- 花ざわ…香菜（005）
- 黒さわ…ともよ（006）
- 井ざわ…詩織（007）
- ハン めぐみ（008）
- チョー（009）
- さわ…城千春（010）
- 帝愛ファイナンス債務者集会in汐留 ご参加の皆様（特別編）

### 主題歌
「颯爽と走るトネガワ君」
ゲスの極み乙女。によるオープニングテーマ。作詞・作曲・編曲は川谷絵音。
「隠岐手紙」
竹原ピストルが作詞・作曲・歌唱する第1クールエンディングテーマ。編曲は竹原と高橋太郎が共同で行う。
「狂言回し」
NoisyCellによる第2クールエンディングテーマ。作詞はRyosuke、作曲はRyo、編曲はNoisyCellとakkin。

### 各話リスト
| 話数     | サブタイトル | 脚本       | 絵コンテ         | 演出                       | 作画監督                                                               | 総作画監督                | ざわ…ボイス（No.）                  |
| -------- | ------------ | ---------- | ---------------- | -------------------------- | ---------------------------------------------------------------------- | ------------------------- | ----------------------------------- |
| Agenda01 | 始動         | 広田光毅   | 川口敬一郎       | Kim Min-sun                | Jang Kil-yong                                                          | 高田晴仁                  | 003                                 |
| Agenda02 | 忖度         | 前川淳     | ワタナベシンイチ | Kang Tae-sig               | Park Ae-lee Kim Bo-kyoung                                              | Eom Ik-hyun               | 004                                 |
| Agenda03 | 鉄板         | 加藤還一   | 川尻善昭         | Seo Soon-young             | Hwang Seong-won                                                        | Jang Kil-yong             | 005                                 |
| Agenda04 | 大人         | 広田光毅   | 佐藤雄三         | Park Jai-ik                | Park Ga-young You Sung-hee Park Myeong-hwan Lee Kwan-woo               | Eom lk-hyun               | 006                                 |
| Agenda05 | 猛省         | 前川淳     | 渕上真           | Kim Sang-yeop              | Hwang Il-jin Ryu Seung-chul                                            | Jang Kil-yong             | 007                                 |
| Agenda06 | 自爆         | 加藤還一   | 川尻善昭         | Kim Min-sun                | Hong Yu-mi                                                             | Eom Ik-hyun               | 003                                 |
| Agenda07 | 蔓延         | 広田光毅   | 佐藤雄三         | Kang Tai-sik               | Park Ae-Iee Kim Bo-kyeong                                              | Jang Kil-yong             | 004                                 |
| Agenda08 | 海老         | 川口敬一郎 | 渕上真           | Kim Sang-yeob              | Lee Bang-won Hwang Il-jin                                              | Eom Ik-hyun               | 005                                 |
| Agenda09 | カツ         | 前川淳     | 清水健一         | Seo Soon-young             | Hwang Seong-won Park Ae-lee                                            | Jang Kil-yong             | 006                                 |
| Agenda10 | リハ         | 加藤還一   | 澤井幸次         | Park Jai-ik                | Park Ga-young You Sung-hee Park Myeong-hwan Lee Kwan-woo               | Eom lk-hyun               | 007                                 |
| Agenda11 | 出張         | 川口敬一郎 | ワタナベシンイチ | Lee Dong-ik Kim Seong-beom | Kim Seong-il Jang Sang-mi                                              | Jang Kil-yong             | 003                                 |
| Agenda12 | 似非         | 前川淳     | ワタナベシンイチ | Park Si-hu                 | Hong Yu-mi                                                             | Eom Ik-hyun               | 004                                 |
| Agenda13 | 出航         | 加藤還一   | ワタナベシンイチ | Kim Sang-yeop              | Hwang Il-jin Park Ae-lee Kwon Hyeok-jung                               | Jang Kil-yong             | 002                                 |
| Agenda14 | 外出         | 広田光毅   | 佐藤雄三         | Kim Min-sun                | Lee Bang-won Kim Seong-il Jang Sang-mi                                 | Eom Ik-hyun               | 008・009                            |
| Agenda15 | 豪遊         | 広田光毅   | 清水健一         | Park Si-hu                 | Hong Yu-mi Song Jin-hee                                                | Eom IK-hyun Jang Kil-yong | 008・009                            |
| Agenda16 | 天敵         | 川口敬一郎 | 坂田純一         | Park Jai-ik                | Park Ga-young You Sung-hee Park Myeong-hwan Lee Kwan-woo               | Jang Kil-yong             | 005・007                            |
| Agenda17 | 内示         | 加藤還一   | 渡邉こと乃       | Kim Sang-yeop              | Hong Yu-mi Kwon Hyeong-jung Song Jin-hee Jang Sang-mi                  | Eom Ik-hyun               | 002・003                            |
| Agenda18 | 同調         | 前川淳     | 澤井幸次         | Kim Min-sun                | Hwang Il-jin Hong Yu-mi Song Jin-hee                                   | Jang Kil-young            | 004・005 008・009                   |
| Agenda19 | 新人         | 川口敬一郎 | ワタナベシンイチ | Park Jai-ik                | Park Ga-Young You Sung-hee Park Myeong-hwan Lee Kwan-woo               | Eom Ik-hyun               | 005・006                            |
| Agenda20 | 接待         | 広田光毅   | 川尻善昭         | Kang Tea-sik               | Kim Myeong-hee Park Ae-lee                                             | Jang Kil-yong             | 002・010 008・009                   |
| Agenda21 | 中傷         | 前川淳     | 坂田純一         | Kim Sang-yeop              | Kim Eun-sun Song Jin-hee Lee Bang-won Kwon Hyeok-jung                  | Eom Ik-hyun               | 006・007 008・009 特別編            |
| Agenda22 | 後編         | 前川淳     | 澤井幸次         | Park Jai-ik                | Park Ga-young You Sung-nee Park Myeong-hwan Lee Kwan-woo Min Hyun Sook | Jang Kil-yong             | 002・003 004・005 006・007 008・009 |
| Agenda23 | 予感         | 加藤還一   | ワタナベシンイチ | Park Si-hu                 | Hong Yu-mi Hwang Il-jin Song Jin-hee                                   | Eom Ik-hyun               | 008・009                            |
| Agenda24 | 終着         | 広田光毅   | 佐藤雄三         | Kim Min-sun                | Kwon Hyeok-jung Park Ae-lee                                            | 高田晴仁 Jang Kil-yong    | 001                                 |

### 放送局
| 放送期間                      | 放送時間                     | 放送局       | 対象地域   | 備考                      |
| ----------------------------- | ---------------------------- | ------------ | ---------- | ------------------------- |
| 2018年7月4日 - 12月26日       | 水曜 1:59 - 2:29（火曜深夜） | 日本テレビ   | 関東広域圏 | 製作局 / 『AnichU』後半枠 |
| 2018年8月3日 - 2018年12月28日 | 金曜 2:10 - 2:40（木曜深夜） | 福岡放送     | 福岡県     | [ 32 ]                    |
| 2018年8月3日 - 2019年1月18日  | 金曜 21:00 - 21:30           | 日テレプラス | 日本全域   | CS放送                    |
| 2018年9月28日 - 12月28日      | 金曜 1:44 - 2:14 (木曜深夜)  | テレビ信州   | 長野県     |                           |

| 配信開始日   | 配信時間                     | 配信サイト |
| ------------ | ---------------------------- | --- |
| 2018年7月4日 | 水曜 0:00（火曜深夜） 更新   | 日テレオンデマンド Hulu |
|              | 水曜 12:00 更新              | 日テレ無料 TVer GYAO! |
|              | 水曜 更新                    | dアニメストア dTV U-NEXT アニメ放題 GYAO!ストア Rakuten TV J:COMオンデマンド ビデオパス みるプラス ひかりTV バンダイチャンネル TSUTAYA TV ビデオマーケット DMM.com HAPPY!動画 Amazonビデオ ムービーフルPlus PlayStation Video あにてれ |
| 2018年7月5日 | 木曜 0:00 - 0:30（水曜深夜） | ニコニコ生放送 |
|              | 木曜 0:30（水曜深夜） 更新   | ニコニコチャンネル |

### BD / DVD
| 巻 | 発売日         | 収録話          | 規格品番   | 規格品番   |
| 巻 | 発売日         | 収録話          | BD         | DVD        |
| -- | -------------- | --------------- | ---------- | ---------- |
| 上 | 2018年12月12日 | 第1話 - 第12話  | VPXY-71649 | VPBY-14751 |
| 下 | 2019年3月27日  | 第13話 - 第24話 | VPXY-71685 | VPBY-14800 |

| 日本テレビ 『AnichU』後半枠  | 日本テレビ 『AnichU』後半枠 | 日本テレビ 『AnichU』後半枠  |
| 前番組                       | 番組名                      | 次番組                       |
| ---------------------------- | --------------------------- | ---------------------------- |
| 3D彼女 リアルガール（第1期） | 中間管理録トネガワ          | 3D彼女 リアルガール（第2期） |

## リアル脱出ゲーム
2018年10月から2019年2月にかけて東京歌舞伎町にある常設アミューズメントスポット「東京ミステリーサーカス」にてSCRAP主催の体感型謎解きイベントであるリアル脱出ゲームとのコラボで『リアル脱出ゲーム×中間管理録トネガワ・悪魔的忘新年会からの脱出』が約5ヶ月のロングランで開催した。開催期間中にフランクフルトソーセージの鉄板焼きが販売された。同年12月から東京原宿にある常設スタジオ「原宿ヒミツキチオブスクラップ」にて3週間、名古屋矢場町にある常設スタジオ「名古屋ヒミツキチオブスクラップ」と福岡天神にある常設店舗「アジトオブスクラップ福岡天神」と札幌すすきのにある常設店舗「アジトオブスクラップ札幌」と仙台あおば通りにある常設店舗「アジトオブスクラップ仙台」にて約2ヶ月、岡山城周辺にある常設店舗「アジトオブスクラップ岡山」にて約1ヶ月のロングランで開催され、6都市（札幌・仙台・東京・名古屋・岡山・福岡）での開催期間中に金沢で開催することが決まった。参加者は闇金融業者である「帝愛グループ」のブラックスーツ着用の新入社員となって、様々な謎を駆使して上司である利根川から1時間以内に帝愛グループ会長である兵藤が喜ぶ宴会芸を調査し、調査した宴会芸を披露して兵藤会長の機嫌を取（脱出す）ることがクリア条件。前売り券は通常版のほかに空クジなしのグッズが当たる抽選券付の限定版を選ぶことができる。